# Castelnuovo (San Pio delle Camere)
Castelnuovo è una frazione di 228 abitanti, l'unica del comune italiano di San Pio delle Camere, in provincia dell'Aquila, dal cui centro abitato dista circa 3 km. Posto su una collina dell'altopiano di Navelli, Castelnuovo è nato intorno al XII secolo dallo spopolamento della vicina città romana di Peltuinum; la sua storia è stata segnata dai molti eventi sismici che lo hanno colpito, l'ultimo dei quali, quello del 2009, lo ha lasciato tuttora in macerie.

## Geografia fisica

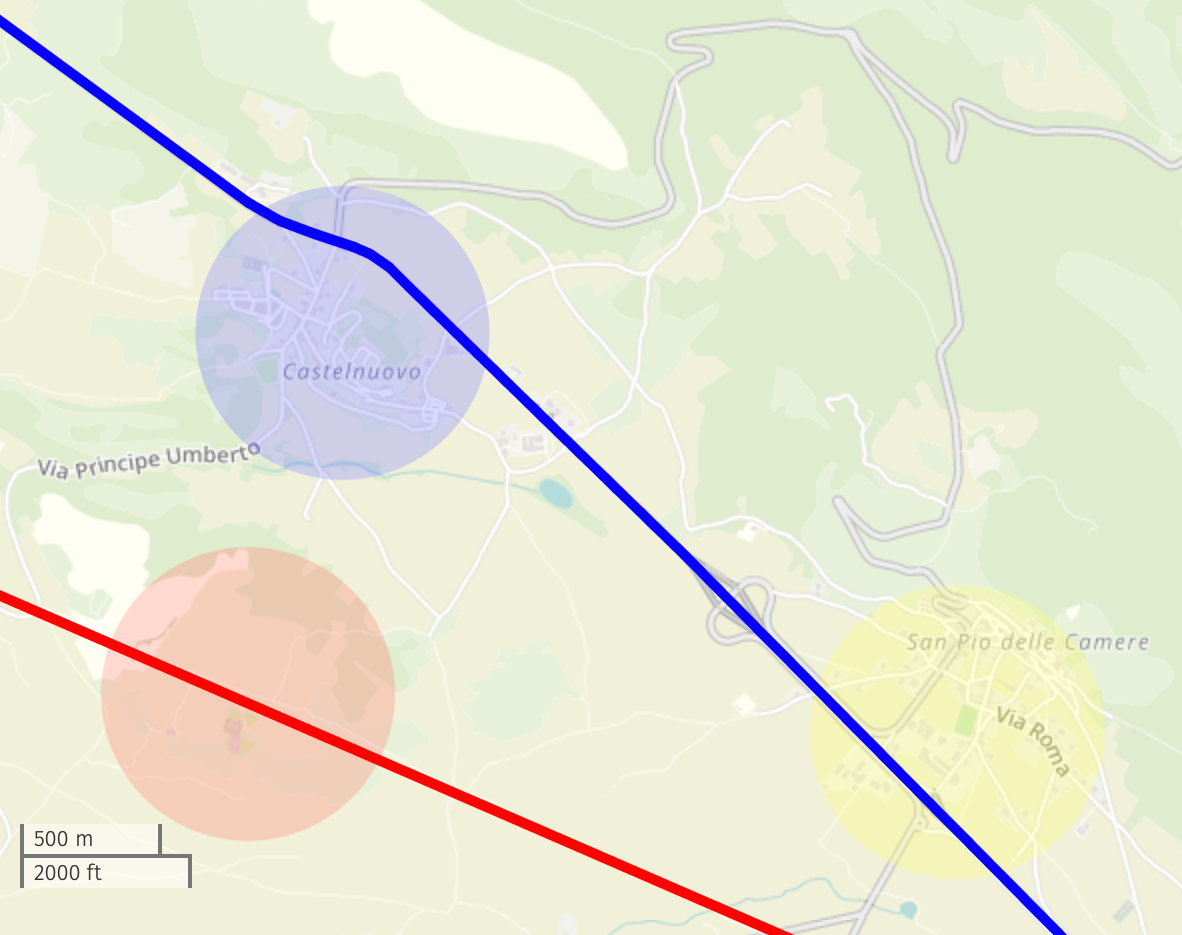
Castelnuovo
San Pio delle Camere
Peltuinum
----

Castelnuovo
     San Pio delle Camere
     Peltuinum

### Territorio
Il paese è situato nella parte centro-settentrionale dell'altopiano di Navelli, sulle pendici di una collina, e la sua posizione risulta sopraelevata rispetto alla piana stessa e agli altri centri della zona. Nell'antichità era in posizione strategica perché situato sulla via Claudia Nova e, in seguito, sul Tratturo Magno che collegava le città di Foggia e L'Aquila.
La collina del paese si alza di circa 50 metri rispetto all'altopiano circostante ed è costituita principalmente da depositi lacustri molto fini appartenenti alla classe dei limi argillosi, calcarei e sabbiosi, con debole coesione, elevata porosità e diffusa fratturazione irregolare che favorisce inflitrazioni idriche. Buona parte dell'abitato, salvo il borgo fortificato sulla cima del colle, è costruito su grotte e cavità di origine antropica, forma poligonale e lunghezza massima di 30 metri; questi vuoti sotterranei hanno svolto un ruolo importante nell'amplificazione delle onde sismiche e nello sprofondamento del terreno avvenuti con gli eventi sismici che hanno interessato il territorio.
La parte settentrionale della piana (compresa tra i comuni di San Pio delle Camere, Prata d'Ansidonia e Caporciano) è inoltre caratterizzata dalla presenza di depressioni allagate nella parte pianeggiante, di cui quattro sono quelle maggiori; la più settentrionale di queste si trova a circa 500 metri a sud-est del centro di Castelnuovo, è di forma sub-ellittica, con diametro maggiore di circa 100 metri, ed è di origine artificiale.

### Clima
Nel comune limitrofo di Barisciano si trova una stazione meteorologica, a circa 5 km da Castelnuovo e a cui si riferiscono i dati della tabella.
| Barisciano (1961-1990) | Mesi | Mesi | Mesi | Mesi | Mesi | Mesi | Mesi | Mesi | Mesi | Mesi | Mesi | Mesi | Stagioni | Stagioni | Stagioni | Stagioni | Anno |
| Barisciano (1961-1990) | Gen  | Feb  | Mar  | Apr  | Mag  | Giu  | Lug  | Ago  | Set  | Ott  | Nov  | Dic  | Inv      | Pri      | Est      | Aut      | Anno |
| ---------------------- | ---- | ---- | ---- | ---- | ---- | ---- | ---- | ---- | ---- | ---- | ---- | ---- | -------- | -------- | -------- | -------- | ---- |
| T. max. media (°C)     | 6,3  | 8,0  | 11,3 | 15,4 | 20,2 | 24,5 | 28,3 | 29,0 | 24,5 | 17,5 | 11,6 | 8,1  | 7,5      | 15,6     | 27,3     | 17,9     | 17,1 |
| T. media (°C)          | 2,3  | 3,3  | 6,1  | 9,8  | 13,8 | 17,7 | 20,6 | 21,1 | 17,2 | 12,1 | 7,2  | 4,1  | 3,2      | 9,9      | 19,8     | 12,2     | 11,3 |
| T. min. media (°C)     | −1,7 | −1,5 | 1,0  | 4,2  | 7,5  | 10,9 | 13,0 | 13,3 | 10,0 | 6,6  | 2,9  | 0,1  | −1,0     | 4,2      | 12,4     | 6,5      | 5,5  |

## Storia

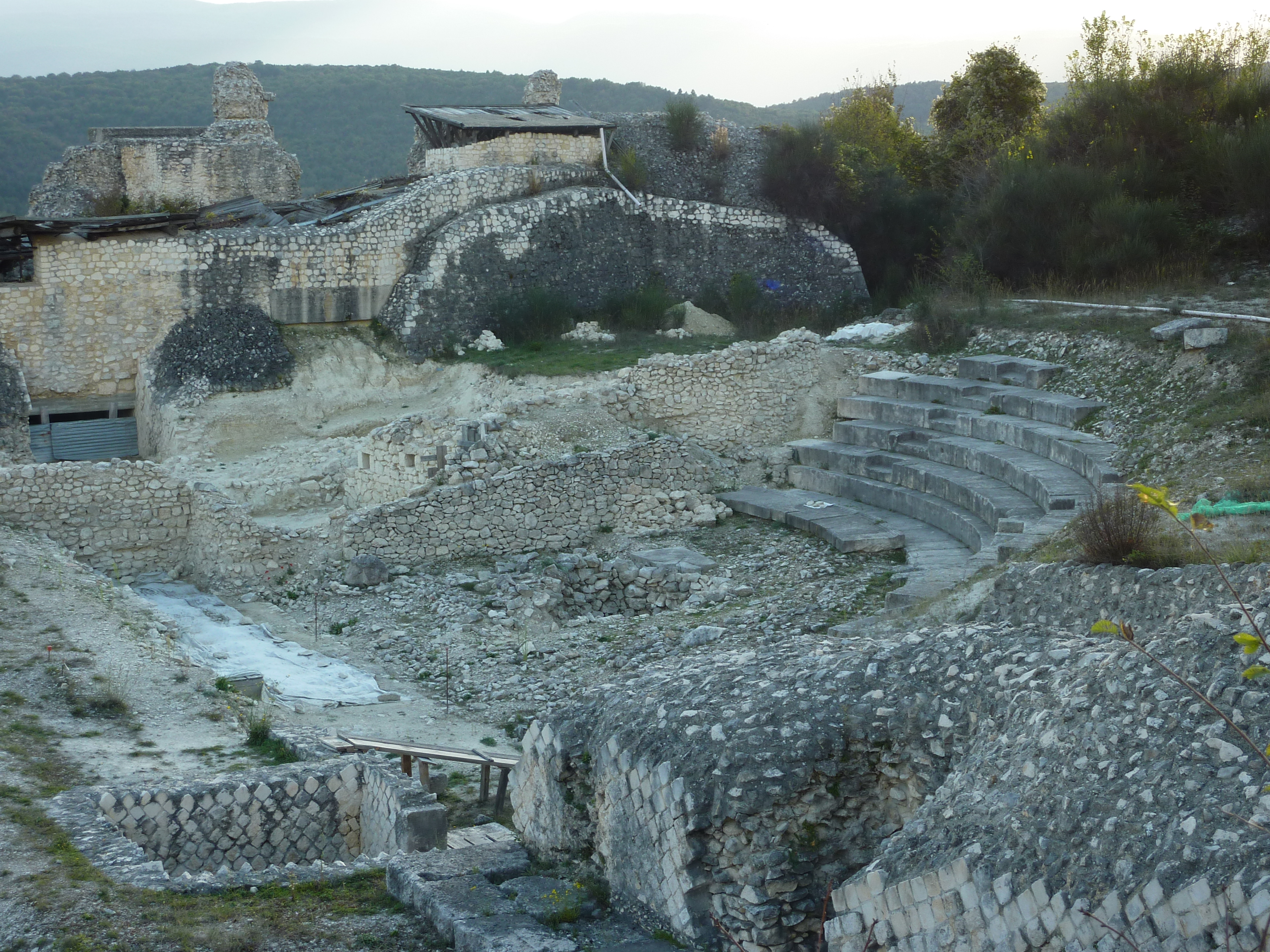
Resti del teatro romano e della fortificazione medievale di Peltuinum, nei pressi di Castelnuovo (2014)

Castelnuovo nacque nel Basso Medioevo per spinta degli abitanti di due piccoli centri della zona, Riga e Stefanescu; il nuovo borgo è attestato per la prima volta nel 1173 come "Castelnuovo in Valva", feudo del territorio della diocesi valvense ceduto da Oddone, signore di Pettorano, a un certo Gualtiero di Attenolfo e nel cui territorio ricadevano anche i due centri fondatori e Torre di Peltuinum. Il borgo fortificato, nella parte superiore del colle dove si sviluppa il paese, risale al XII secolo, mentre il centro abitato sottostante venne costruito a partire dal secolo successivo; l'edificazione del paese avvenne anche attraverso la spoliazione della vicina città romana di Peltuinum, a cavallo tra i comuni di San Pio delle Camere e Prata d'Ansidonia, i cui materiali furono utilizzati anche in altri centri medievali limitrofi. Nel 1239 il castello fortificato fu fatto riparare dall'imperatore Federico II di Svevia, insieme ad altri castelli del territorio, con lo scopo di controllare le ribellioni dei feudatari locali.
Castelnuovo non compare tra il castelli che nel 1254 parteciparono alla fondazione della città dell'Aquila e nel 1423 si arrese all'esercito di Braccio da Montone, che durante la guerra dell'Aquila stava conquistando tutti i centri della zona. Nel Quattrocento ricadevano nei territori di Castelnuovo diversi edifici ecclesiastici, elencati attraverso una nota catastale del periodo: San Silvestro a Riga, Santo Stefano a Stefanescu, Santa Maria della Carità a Castelnuovo, Santa Lucia e San Giovanni a Peltuinum. Nel corso secolo successivo, il borgo fu concesso come feudo baronale a Miguel de Betrian, comandante spagnolo dell'esercito di Carlo V d'Asburgo, insieme ad altri paesi della zona; il feudo passò quindi a Geronimo Xarque, alla famiglia Carafa e, infine, ai Caracciolo di Marano.
| Anno | Intensità (scala Mercalli) |
| ---- | -------------------------- |
| 1456 | VIII                       |
| 1461 | IX-X                       |
| 1703 | X                          |
| 1762 | IX                         |
| 1915 | VIII                       |
| 1950 | VI                         |
| 2009 | IX-X                       |

Nel XV secolo iniziò la lunga serie di eventi sismici che causarono notevoli danni all'abitato: il terremoto dell'Italia centro-meridionale del 1456, il terremoto dell'Aquila del 1461 (a seguito del quale morirono 28 persone) e quello del 1703, il terremoto della valle dell'Aterno del 1762, il terremoto della Marsica del 1915, il terremoto del Gran Sasso del 1950-1952 e infine quello dell'Aquila del 2009 (nel quale sono morte 5 persone); è stato ricostruito come in quattro di questi eventi (1461, 1703, 1762 e 2009) il borgo abbia subito danni pari o maggiori al IX grado della scala Mercalli, cioè la quasi completa distruzione dell'abitato. Nonostante ciò, però, non è mai avvenuto un fenomeno di dislocamento del centro, che anzi è stato sempre ricostruito; dopo il terremoto del 1703, in particolare, venne riempito il fossato del castello e furono aperte nuove vie nei bastioni medievali, ma il riutilizzo dei materiali di crollo nella ricostruzione ha causato un deterioramento della resistenza sismica degli edifici.
Nel contesto delle leggi eversive della feudalità e della riorganizzazione amministrativa del regno di Napoli sotto il dominio napoleonico, nel 1806 Castelnuovo ricadde come comune autonomo nel circondario di Barisciano, a sua volta facente parte del distretto di Aquila; nel 1811 tutti i comuni del circondario furono riuniti a quello centrale, mentre nel 1829 San Pio delle Camere e Castelnuovo si separarono, formando comune autonomo con sede nel borgo di San Pio.
Nel XX secolo il paese fu toccato non marginalmente dal fenomeno dell'emigrazione italiana e rimase un borgo turistico stagionale fino al 2009; il sisma di quell'anno ha causato, nella frazione, la morte di cinque persone e la distruzione del borgo storico, con il 95% degli edifici gravemente danneggiati. Gli abitanti del paese si sono spostati in due villaggi provvisori esterni rispetto al borgo medievale, mentre l'unica struttura pubblica del post-terremoto, un centro polifunzionale realizzato con una donazione del comune di Segrate, è andata a fuoco nel 2011; a seguito di ciò, è stato costruito solamente un nuovo edificio ecclesiastico, provvisorio e in legno, donato dal comune di Bertinoro. Al 2022, dopo tredici anni dal sisma, solo alcuni interventi di ricostruzione privata sono stati completati nelle parti meno centrali dell'abitato; nei primi mesi dello stesso anno sono comunque state effettuate la rimozione delle macerie e la demolizione degli edifici pericolanti del centro storico, fasi propedeutiche all'avvio della ricostruzione.

## Monumenti e luoghi di interesse

### Architetture religiose
Chiesa parrocchiale

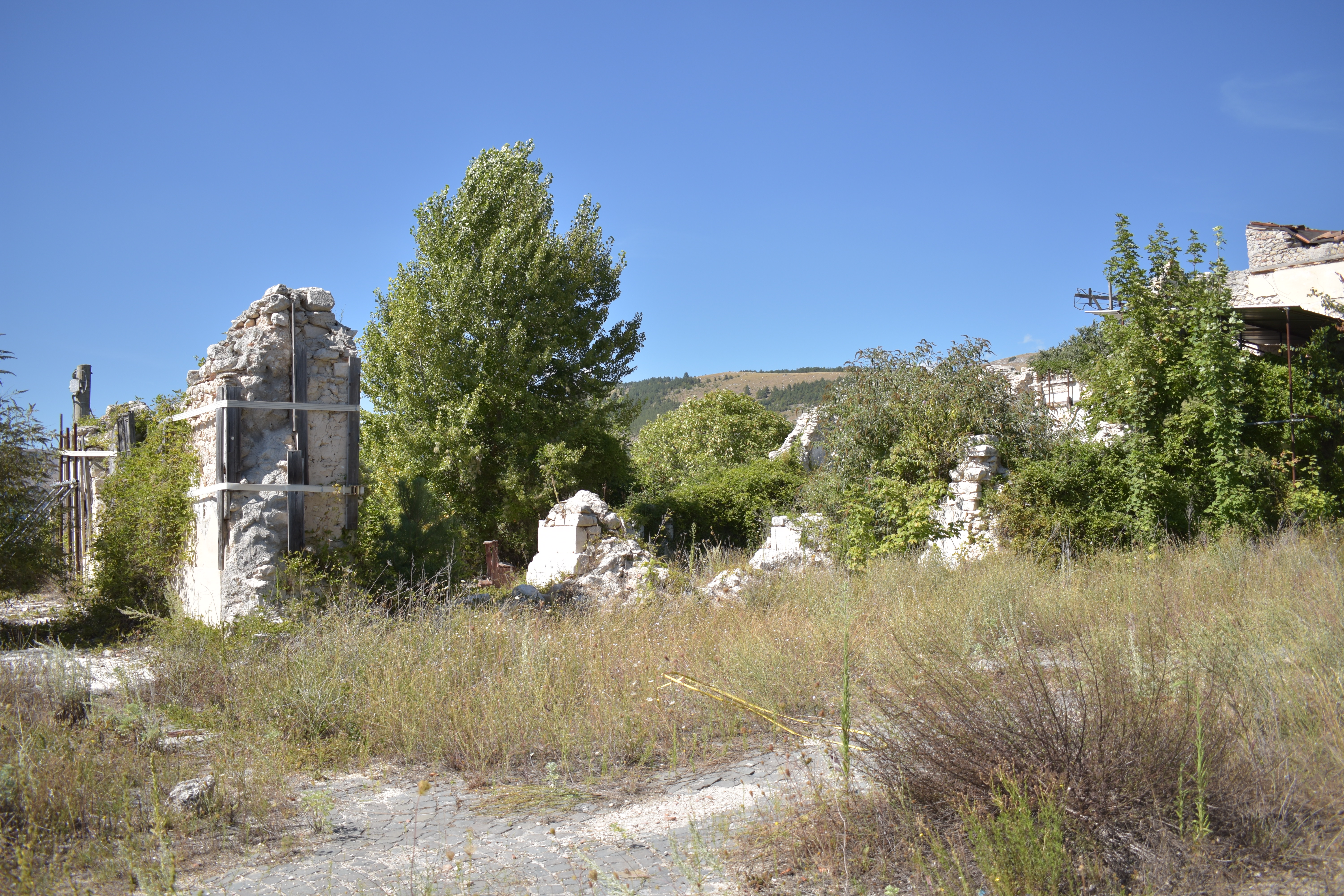
I resti della chiesa parrocchiale di Castelnuovo dopo il terremoto dell'Aquila del 2009 fotografati nel 2020

La chiesa è il monumento religioso principale del borgo, situata nella parte più elevata del paese, di fianco alla zona fortificata; la parrocchia è intitolata ai Santi Stefano e Silvestro, ma l'edificio è anche citato con l'attribuzione a San Giovanni Battista, patrono del paese.
La costruzione della chiesa risale al XIII secolo circa, ma l'impianto attuale è stato creato con il rifacimento successivo al terremoto del 1703 in stile barocco; restaurata a seguito di lievi danni riportati con il terremoto di Umbria e Marche del 1997, con il sisma del 2009 è collassata, lasciando intatte solo parti delle pareti perimetrali, mezzo campanile e l'abside.
La chiesa era a pianta rettangolare a due livelli, con suddivisione marcapiano, e a navata unica con copertura con volte a botte lunettata; la facciata semplice, con una finestra centrale circolare e un portale con cornice rinascimentale. Il campanile è l'unico elemento medievale, costruito in pietra, con tre settori e due ordini di archi.
Chiesa di Santo Stefano
La chiesa è situata fuori dal borgo, lungo la strada statale 17 in direzione sud rispetto all'abitato; l'edificio è stato danneggiato dal terremoto del 2009.
La costruzione risale al XIII secolo, presenta una pianta a croce latina ed è stata realizzata attraverso i materiali di spoglio della città di Peltuinum; la facciata è in muratura con pietra a vista e presenta un portale centrale, sovrastato da un'apertura circolare con imbotto in pietra e conci a spicchio di diverse cromie, e un campanile centrale a vela. L'interno è invece risalente al XV secolo e presenta una serie di affreschi rinascimentali di scuola locale tra cui una Madonna col Bambino, un San Silvestro e scene della vita di Cristo.
Chiesa della Madonna della Neve (o Madonna della Cona)
La chiesa si trova fuori dal centro abitato, lungo la strada che conduce a Carapelle Calvisio; edificata tra il XIII e il XIV secolo, presenta una navata unica e un affresco rappresentante la Madonna col Bambino.

### Architetture civili
Palazzo Sidoni

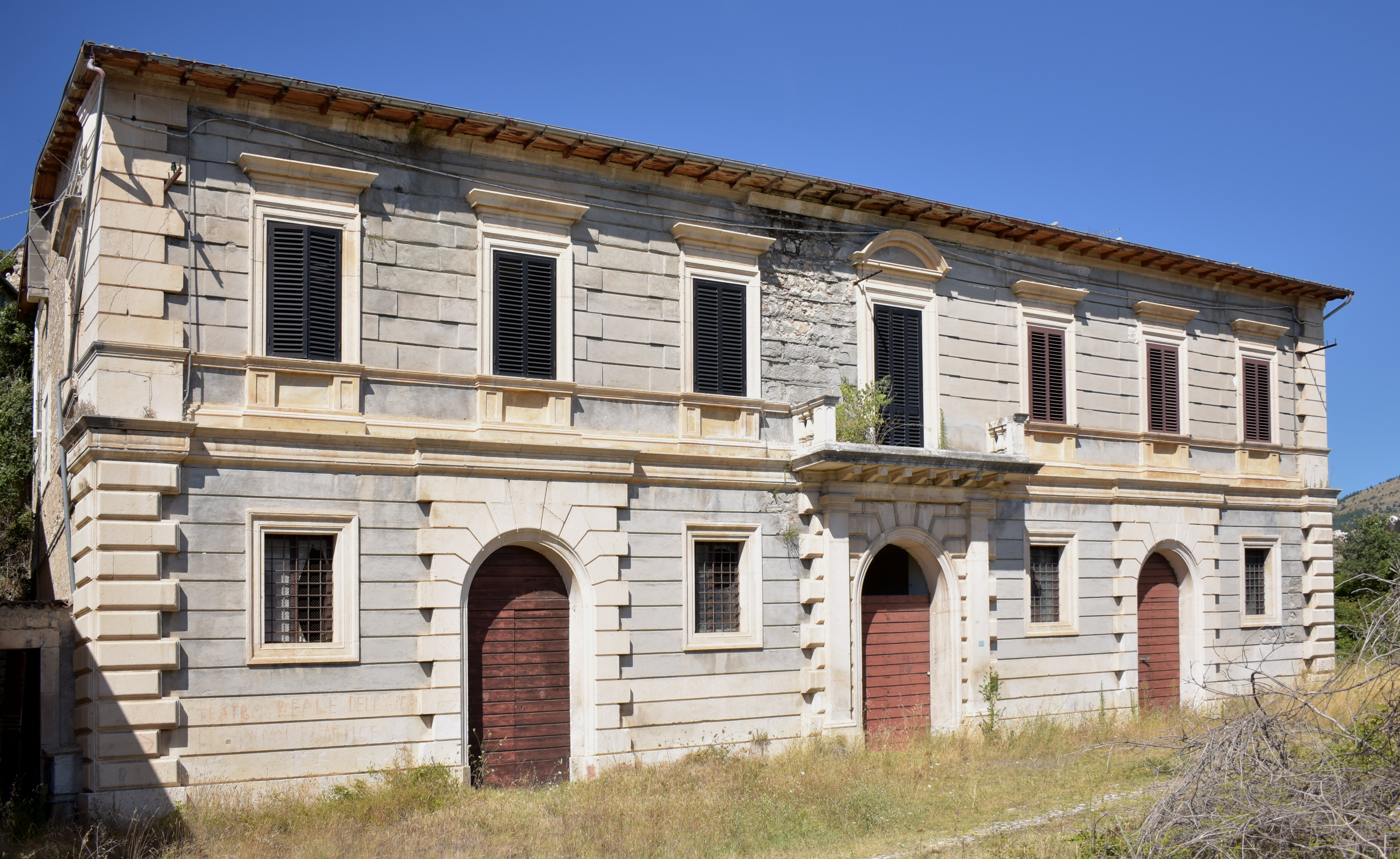
Facciata di palazzo Sidoni, danneggiato a seguito del terremoto del 2009, visto dalla piazza antistante (2020)

Il palazzo Sidoni è posto nella parte sud-est del paese sviluppatasi sui fianchi della collina dal periodo medievale e risale alla metà dell'Ottocento; la pianta dell'edificio è quadrangolare e la facciata simmetrica, con l'apertura principale ad arco a tutto sesto in posizione centrale sovrastata da un balcone, e caratterizzata da elementi decorativi a bugnato. L'edificio si affaccia su una piazza con belvedere sulla piana e si sviluppa su due piani fuori terra e uno interrato.
La costruzione fu commissionata dalla ricca famiglia che gli dà il nome per esserne la residenza principale, ma il prestigio politico e patrimoniale permise la costruzione di un omonimo palazzo nel centro della città dell'Aquila, dove effettivamente i proprietari si trasferirono; per questo l'edificio fu a lungo utilizzato come deposito e rimessa agricola, mentre prima del terremoto del 2009 era diviso in due residenze private. Il sisma ha danneggiato l'edificio, che è però comunque rimasto in buone condizioni rispetto al resto del borgo.

### Architetture militari
Borgo fortificato

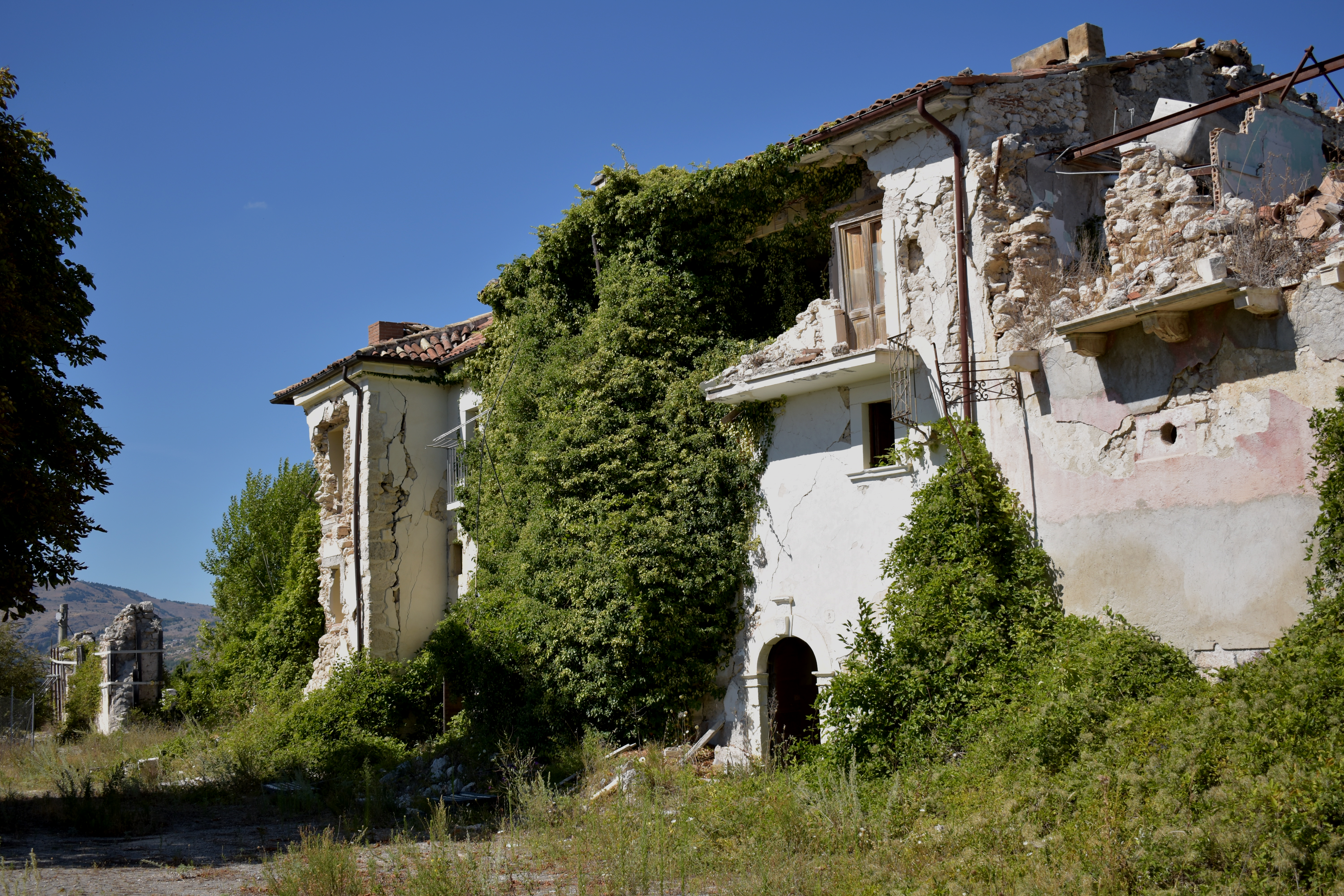
Vista del lato sud-ovest del borgo fortificato e, sullo sfondo, della chiesa parrocchiale, come danneggiati dal terremoto del 2009 (2020)

Il borgo fortificato di Castelnuovo è la parte più antica ed elevata del paese: presenta una caratteristica forma a castello con un'urbanistica in stile romano (strade ortogonali sviluppate intorno a due arterie principali centrali). Questo tipo di impiantistica è unico nell'ambito geografico dell'Abruzzo aquilano e solamente la città dell'Aquila stessa (costruita nel XIII secolo) presenta un'organizzazione planimetrica simile; inoltre, per la costruzione del borgo, furono riutilizzati materiali proveniente dalla vicina città romana di Peltuinum.
La pianta del borgo è rettangolare, con lati di lunghezza di 70 metri (lati sud-ovest e a nord-est) e 56 metri (lati sud-est e nord-ovest); è suddiviso in quattro isolati principali, dei quali quello a sud-est ha subito maggiori modificazioni rispetto all'impianto originale. La via principale attraversa il borgo da sud-ovest (ingresso che fino al 1940 presentava un arco a tutto sesto, poi abbattuto) a nord-est e ha una larghezza media di 3,50 metri; il decumano massimo, invece, presenta nell'ingresso a sud-ovest un arco a tutto sesto, una volta coperto da volta a botte ormai diruta. Gli edifici interni presentano ancora elementi medievali, tra cui archi gotici e portali trecenteschi, oltre a dei tipici gradini di accesso alle abitazioni di forma perfettamente semicircolare, con tre gradini concentrici di diametro decrescente in altezza. Nei sotterranei degli edifici sono tuttora presenti le antiche carceri del castello, costituite da celle unite a grandi sale con panche in pietra; infine, nel lato nord-ovest si sono conservate le piccole aperture di forma rettangolare nelle mura esterne, che consentivano l'affaccio dal camminamento della fortificazione.

## Società

### Tradizioni e folclore
Festa della natività di San Giovanni Battista
La sera della vigilia del 24 giugno, data della natività del Santo patrono del paese, davanti a ogni abitazione viene acceso un piccolo fuoco, ognuno dei quali viene saltato tre volte. Il giorno successivo, dopo la cerimonia purificatrice del salto del fuoco, viene celebrata la festa patronale.

## Economia

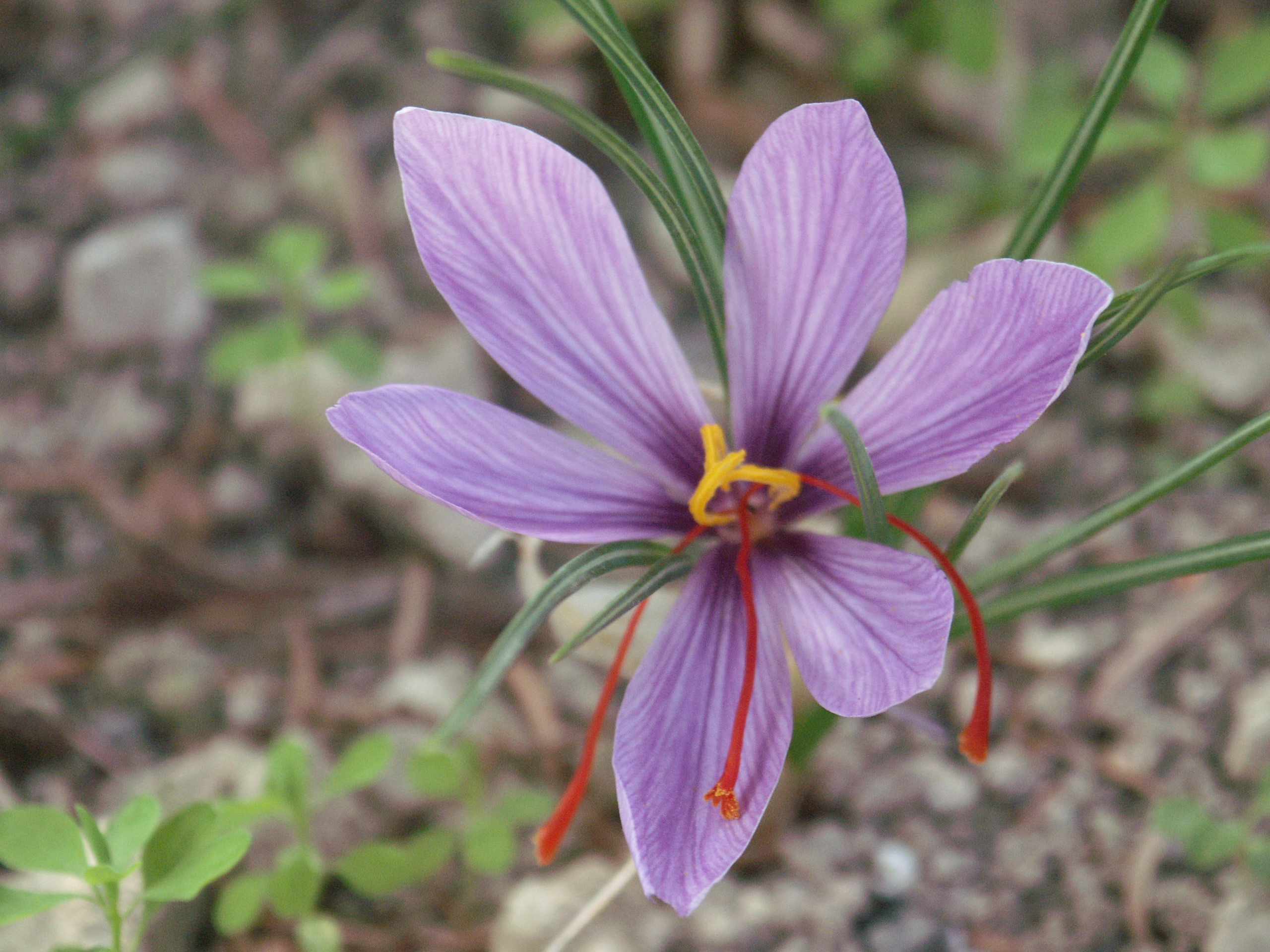
Fiore di zafferano dell'Aquila, coltivato nell'altopiano di Navelli

Castelnuovo, come tutto il comune di San Pio delle Camere, rientra all'interno dell'area di coltivazione dello zafferano dell'Aquila, prodotto di denominazione di origine protetta.

## Infrastrutture e trasporti
L'abitato di Castelnuovo sorge lungo la strada statale 17 dell'Appennino Abruzzese ed Appulo-Sannitico, attraverso cui è collegato, tra l'altro, al capoluogo comunale di San Pio delle Camere, al capoluogo provinciale e regionale (L'Aquila) e alla rete autostradale, in particolare alla autostrada A24 a nord-ovest e alla autostrada A25 a sud-est. Attraverso una strada intercomunale è collegato verso sud-ovest all'area archeologica di Peltuinum e al centro abitato di Prata d'Ansidonia, mentre nel 2021 la provincia dell'Aquila ha acquisito dall'amministrazione comunale l'asse viario, ancora senza numerazione ufficiale, che da Castelnuovo collega, in direzione nord-est, la strada statale 17 alla strada provinciale 8 Peltuinuate. Né il comune di San Pio delle Camere né quelli confinanti sono invece serviti da alcuna stazione ferroviaria.